# Valkiajärvi (sjö i Kides, Norra Karelen)
Valkiajärvi är en sjö i kommunen Kides i landskapet Norra Karelen i Finland. Sjön ligger 96,9 meter över havet. Den är 30 meter djup. Arean är 60 hektar och strandlinjen är 4,31 kilometer lång. Sjön  ingår i Vuoksens huvudavrinningsområde.   Den ligger omkring 64 kilometer söder om Joensuu och omkring 330 kilometer nordöst om Helsingfors. 